# Концентрация частиц
Концентра́ция части́ц — физическая величина, равная отношению числа частиц N к объёму V, в котором они находятся:
{\displaystyle n={\frac {N}{V}}.}
Размерность в СИ [n] = м-3, в системе СГС — [n] = см-3.
Если концентрация является функцией координаты {\displaystyle n=n({\vec {r}}),} то под концентрацией понимают отношение:
{\displaystyle n({\vec {r}})=\lim _{V\rightarrow 0}{\frac {N}{V}}}.
Также существуют понятия поверхностной и линейной концентрации.

## Определение объёмной концентрации
Концентрация (формально, точнее, объёмная концентрация) частиц определяется как
{\displaystyle n({\vec {r}})={\frac {dN}{dV}}}.
Таким образом,
{\displaystyle N=\int \limits _{V}n({\vec {r}})\,\mathrm {d} V.}
Однако такое представление является в некоторой степени условным, поскольку концентрация (как, например, и температура) относится к макропараметрам и при переходе к бесконечно малому объёму, по большому счёту, теряет смысл. Бесконечно малый объём в данном случае должен определяться как объём, число частиц в котором велико, однако изменение макропараметров в пределах объёма мало́.
Концентрация имеет следующую связь с плотностью и насыщенностью[прояснить]:
{\displaystyle \rho ={\frac {dm}{dV}}={\frac {m_{0}\cdot dN}{dV}}=m_{0}\cdot n={\frac {m_{0}}{V_{0}}}\cdot {\frac {dN}{dS}}},
где {\displaystyle m_{0}} — масса одной частицы среды.

## Формулы, в которых присутствует концентрация
{\displaystyle p=nkT} — давление идеального газа (см. уравнение Клапейрона).
{\displaystyle \lambda ={\frac {1}{{\sqrt {2}}\pi D^{2}n}}} — средняя длина свободного пробега молекулы газа (здесь D — эффективный диаметр молекулы).
{\displaystyle \nu ={\frac {n\langle v\rangle }{4}}} — число ударов молекул газа о единицу поверхности стенки за единицу времени (здесь {\displaystyle \langle v\rangle } — средняя скорость молекул).
{\displaystyle {\vec {j}}=qn\langle {\vec {v}}\rangle } — плотность тока (здесь q — заряд носителя, {\displaystyle \langle {\vec {v}}\rangle } — средняя скорость носителей заряда в данной точке).

## Случай пониженной размерности
Для плоских систем, таких как ансамбль электронов в предельно тонком слое, вводится поверхностная, она же двумерная (англ. two-dimensional, 2D), концентрация, измеряемая (в СИ) в м-2:
{\displaystyle n_{2D}({\vec {r}})={\frac {dN}{dS}}},
её смысл — число частиц на единицу площади.
Для длинномерных систем вводится линейная, она же одномерная (англ. one-dimensional, 1D), концентрация, м-1:
{\displaystyle n_{1D}({\vec {r}})={\frac {dN}{dL}}},
имеющая смысл числа частиц на единицу длины.
Обозначение стандартной объёмной концентрации, если этого требует контекст, может снабжаться поясняющим индексом {\displaystyle _{3D}} (англ. three-dimensional): {\displaystyle n_{3D}=n=dN/dV}.